# (226) Weringia
(226) Weringia est un astéroïde de la ceinture principale découvert par Johann Palisa le 19 juillet 1882. Il a été nommé d'après Währing, un arrondissement de Vienne, où Palisa a découvert l'astéroïde.